# Arsenaria kebilalis
Arsenaria kebilalis is een vlinder uit de familie snuitmotten (Pyralidae). De wetenschappelijke naam van deze soort is voor het eerst geldig gepubliceerd in 1907 door Lucas.
De soort komt voor in tropisch Afrika.